# Цам, Герцель Янкелевич

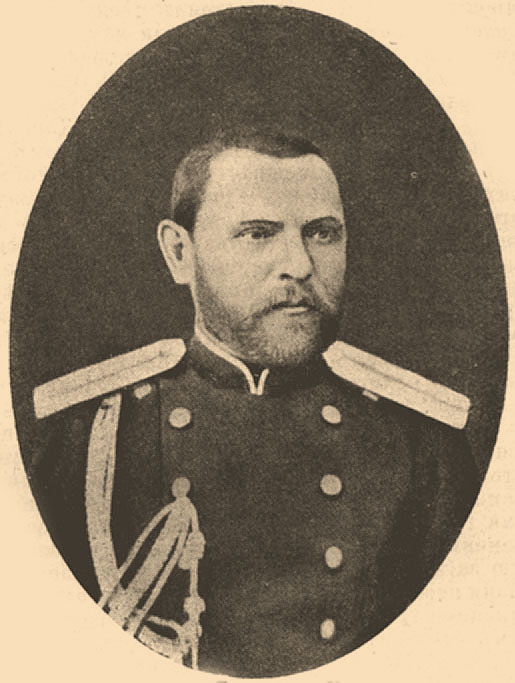
Г. Я. Цам в парадной форме

Ге́рцель Я́нкелевич Цам (25 января [6 февраля] 1842, местечко Горинград Волынской губернии — 1915, Томск) — русский офицер, еврейский общественный деятель; кантонист, капитан русской императорской армии.

## Биография
Один из девяти русских офицеров иудейского вероисповедания (исключая военных медиков, которые числились по военному ведомству в гражданских чинах) и единственный, кто достиг чина капитана. Обучался в кантонистском батальоне с 9-летнего возраста. В 17 лет Цам поступил на действительную военную службу и был отправлен в Томск. В 1876 году, по рекомендации офицеров полка, император Александр II подписал приказ о производстве Цама в прапорщики.
В 1887 году был в чине штабс-капитана. По распоряжению военного министра Петра Ванновского, считавшего что иудей не может находиться на должности старшего адъютанта при губернском управлении, был переведён на строевую службу командиром роты, где добился образцовых показателей. Однако ни одно представление на его продвижение по службе не было удовлетворено.
В 1893 году по выслуге в 41 год подал в отставку; при увольнении получил чин капитана.
В дальнейшем был активным участником жизни еврейской общины Томска.

## Сочинение
Написал и издал книгу «История возникновения в Томске военно-молитвенной солдатской школы» (Томск, 1909).